# José Luis Corral
José Luis Corral Lafuente (Daroca, 13 de juliol de 1957) és un historiador, catedràtic d'universitat i escriptor espanyol.
És un dels escriptors aragonesos més llegits a nivell nacional.
Va ser assessor històric de la pel·lícula 1492: La conquesta del paradís de Ridley Scott.

## Biografia
José Luis Corral és catedràtic d'Història Medieval en la Universitat de Saragossa des de l'any 2020 i anteriorment va ser professor titular d'Història d'Aragó i d'Història de l'Islam en la mateixa Universitat. Com a medievalista, ha centrat la seva labor investigadora a l'Espanya musulmana i en la història d'Aragó. És també autor de novel·les històriques.
Ha dirigit diversos programes de ràdio i televisió de divulgació històrica. És col·laborador regular en premsa i en programes de ràdio i televisió.
Va ser president de l'Associació Aragonesa d'Escriptors (AAE) des de la seva fundació fins a novembre de 2016.

## Premis i reconeixements
En 1992 va obtenir la medalla de plata en el XXXIV Festival Internacional de Vídeo i Televisió de Nova York com a director històric de la sèrie Història d'Aragó en vídeo.
En 2015 va ser triat "Aragonés de l'any" pels lectors d'El Periódico d'Aragó en la secció de Cultura.
En 2017 va obtenir el Premi de les Lletres Aragoneses.

## Novel·les
- El salón dorado (1996)
- El amuleto de bronce (1998)
- El corazón rojo (1998)
- El invierno de la corona (1999)
- El Cid (2000)
- Trafalgar (2001)
- Numancia (2003)
- El número de Dios (2004)
- ¡Independencia! (2005)
- El caballero del templo (2006)
- Fulcanelli, el dueño del secreto (2008)
- El rey felón (2009)
- El espejo griego (2009) (reedición)
- Los tres amigos (2009)
- Fátima, el enigma de las apariciones (2009)
- El amor y la muerte (2010)
- La prisionera de Roma (2011)
- El Códice del Peregrino (2012)
- El médico hereje (2013)
- El trono maldito (2014)
- Los Austrias. El vuelo del Águila (2016)
- Los Austrias II. El tiempo en sus manos (2017)
- Batallador, con Alejandro Corral (2018)

## Obres historiogràfiques
- Historia de Daroca (1983)
- Las ferias de Daroca (1984)
- La formación territorial. Historia de Aragón (1985)
- La cultura islámica en Aragón (1986)
- La Comunidad de aldeas de Daroca en los siglos XIII y XIV (1987)
- Guía de Daroca (1987)
- Historia de Aragón (1992)
- Zaragoza musulmana. Historia de Zaragoza (1998)
- La seo del Salvador. Catedral de Zaragoza (2000)
- Historia contada de Aragón (2000)
- Mitos y leyendas de Aragón (2002)
- La torre y el caballero. El ocaso de los feudales (2002)
- Historia universal de la pena de muerte (2005)
- Taller de historia. El oficio que amamos (2006)
- Breve historia de la Orden del Temple (2006)
- Una historia de España (2008)
- Abdarrahman III y el califato de Córdoba (2008)
- ¿Qué fue la Corona de Aragón? (2010)
- El enigma de las catedrales (2012)
- La Comunidad de aldeas de Calatayud en la Baja Edad Media (2012)
- La Corona de Aragón: Manipulación, mito e historia (2014)
- Aragón. Reyes, reino y Corona (2014)
- Jesucristo y familia. Una visión histórica (2015)
- Los Austrias. Retrato de familia (2016)
- Historia y Arte de Aragón (2017)
- Misterios, secretos y enigmas de la Edad Media (2017)
- La Corona de Aragón (dtor) (2018)